# Verificator de proiect
Verificator de proiect este un specialist cu activitate în construcții atestat în unul sau mai multe domenii/subdomenii de construcții și specialități pentru instalațiile aferente construcțiilor, care efectuează verificarea proiectelor în ceea ce privește respectarea reglementărilor tehnice și cerințelor prevăzute de lege.

## Cerințe esențiale construcții
Pentru obținerea unor construcții de calitate trebuie respectate următoarelor cerințe esențiale:
1. rezistenta mecanică și stabilitate;
2. securitate la incendiu;
3. igiena, sănătate și mediu;
4. siguranța în exploatare;
5. protecție împotriva zgomotului;
6. economie de energie și izolare termica[2].

Respectarea cerințelor fundamentale pentru verificarea și expertizarea tehnică a proiectelor, precum și expertizarea tehnică a execuției lucrărilor și a construcțiilor se efectuează de către specialiști cu activitate în construcții, atestați de Ministerul Dezvoltării Regionale și Administrației Publice.

## Domenii și subdomenii construcții și instalații
Domenii/subdomenii de construcții și pe specialități pentru instalații aferente construcțiilor, în funcție de categoriile de importanță specifice construcțiilor, conform art. 5 din Legea nr. 10/1995 privind calitatea în construcții:
- A1 - Rezistență mecanică și stabilitate pentru construcții civile, industriale, agricole, energetice, miniere, pentru telecomunicații și construcții aferente rețelelor edilitare și de gospodărie comunală cu structura de rezistență din beton, beton armat, zidărie, lemn;
- A2 - Rezistență mecanică și stabilitate pentru construcții civile, industriale, agricole, energetice, miniere, pentru telecomunicații și construcții aferente rețelelor edilitare și de gospodărie comunală cu structura de rezistență din metal, lemn și alte materiale compozite;
- A4 - Rezistență mecanică și stabilitate pentru drumuri, poduri, tuneluri și piste aeroportuare, cu următoarele subdomenii: A4.1 - Rezistență mecanică și stabilitate pentru drumuri și piste aeroportuare, A4.2 - Rezistență mecanică și stabilitate pentru poduri rutiere și de cale ferată, A4.3 - Rezistență mecanică și stabilitate pentru tuneluri;
- A5 - Rezistență mecanică și stabilitate pentru construcții de căi ferate, inclusiv podețe, construcții de sisteme de cale de transporturi urbane pentru tramvai și pentru metrou;
- A6 - Rezistență mecanică și stabilitate pentru construcții portuare, platforme portuare și marine fixe;
- A7 - Rezistență mecanică și stabilitate pentru construcții și amenajări hidrotehnice;
- A9 - Rezistență mecanică și stabilitate pentru construcții și amenajări de îmbunătățiri funciare;
- Ag - Rezistență mecanică și stabilitate pentru masivele de pământ și terenul de fundare al tuturor tipurilor de construcții prin investigații geotehnice;
- Af - Rezistență mecanică și stabilitate pentru masivele de pământ, a terenului de fundare și interacțiunea cu structurile îngropate prin investigații geotehnice și proiectare geotehnică;
- B1 - siguranță și accesibilitate în exploatare pentru construcții civile, industriale, agricole, energetice, miniere, pentru telecomunicații;
- B2 - siguranță și accesibilitate în exploatare pentru drumuri, poduri, tuneluri și piste aeroportuare, cu următoarele subdomenii: B2.1 - B2.3.
- B3 - siguranță și accesibilitate în exploatare pentru construcții de căi ferate, inclusiv podețe, construcții de sisteme de cale de transport urbane pentru tramvai și pentru metrou;
- B4 - siguranță și accesibilitate în exploatare pentru construcții de porturi și platforme portuare și marine fixe;
- B5 - siguranță și accesibilitate în exploatare pentru construcții și amenajări hidrotehnice;
- B7 - siguranță și accesibilitate în exploatare pentru construcții și amenajări de îmbunătățiri funciare;
- Cc - securitate la incendiu pentru construcții;
- D1 - Igienă, sănătate și mediu înconjurător pentru construcții civile, industriale, agricole, energetice, miniere, pentru telecomunicații;
- D2 - Igienă, sănătate și mediu înconjurător pentru drumuri, poduri, tuneluri și piste aeroportuare, cu următoarele subdomenii: D2.1 - podețe și piste aeroportuare, D2.2 - poduri rutiere și de cale ferată, D2.3 - tuneluri, D3 - construcții de căi ferate, inclusiv podețe, șine de tramvai și șine de metrou;
- E - economie de energie și izolare termică pentru clădiri;
- F - Protecție împotriva zgomotului pentru clădiri;
- Is - Instalații sanitare aferente construcțiilor, cu excepția instalațiilor de gaze naturale combustibile și a instalațiilor de gaze petroliere lichefiate;
- It - instalații termice aferente construcțiilor: instalații de încălzire și instalații de ventilare-climatizare;
- Ig - Instalații de alimentare cu gaze aferente construcțiilor: instalații de gaze naturale combustibile și instalații de gaze petroliere lichefiate;
- Ie - Instalații electrice aferente construcțiilor;
- Saac - sisteme de alimentare cu apă și de canalizare;
- Ci - securitate la incendiu pentru instalații[3].

## Condiții
Pentru a putea executa lucrări în domeniu se dă un examen și trebuie îndeplinite condiții minime privind experiența profesională prevăzute de lege și cel puțin 8 ani vechime dintre care cel puțin 3 ani în activități de proiectare pentru susținerea examenelor de atestare tehnico-profesională a verificatorilor de proiecte cu mici excepții.